# Thescelosaurus neglectus
Thescelosaurus neglectus es una especie y tipo del género extinto Thescelosaurus (gr. "reptil maravilloso") de dinosaurio ornitópodo tescelosáurido, que vivió a finales del período Cretácico, aproximadamente entre 72 y 66 millones de años, desde el Campaniense al Maastrichtiense, en lo que hoy es Norteamérica. Fue nombrado por Gilmore en 1913. Su espécimen tipo es USNM 7757, un esqueleto parcial. Su localidad tipo es el Sitio del  Thescelosaurus, Dogie Creek, que se encuentra en un horizonte terrestre Maastrichtiano en la Formación Lance de Wyoming, Estados Unidos. El holotipo de fue descubierto en 1891 por los paleontólogos John Bell Hatcher y William H. Utterback, provenientes de los sedimentos del Maastrichtiense durante el Cretácico Superior de la Formación Lance en los condados de Niobrara y Converse, Wyoming, Estados Unidos. El esqueleto, sin embargo, permaneció en sus cajas de envío por años hasta que Charles W. Gilmore del Museo Nacional de Historia Natural de la Institución Smithsoniana los preparó para su descripción en un corto trabajo en 1913, llamándolos T. neglectus, que significa "descuidado" por ese motivo.